# A Collier's Friday Night
A Collier’s Friday Night is een toneelstuk in drie bedrijven van D.H. Lawrence, geschreven omstreeks 1909 en gepubliceerd in 1934. Het is een naturalistisch werk met autobiografische trekken en vertoont thematische overeenkomsten met Lawrence’ roman Sons and Lovers uit 1913. Het stuk werd voor het eerst in Londen opgevoerd in 1965.

## Achtergrond
Lawrence ageerde met zijn theaterstukken tegen de doorwrochte filosofie van tijdgenoten als George Bernard Shaw en John Galsworthy, wier werk gekenmerkt is door academische beschouwingen en een morele of politieke boodschap heeft. In plaats daarvan wilde hij niets anders dan de alledaagse beslommeringen van de werkende klasse weergeven. Bijgevolg is A Collier’s Friday Night een toneelstuk met weinig actie; de handeling concentreert zich op de spanningen tussen de leden van een arbeidersgezin in de buurt van Derby. De drankzuchtige vader des huizes, de mijnwerker George Lambert, heeft een verstoorde relatie met zijn vrouw en kroost, in het bijzonder zijn zoon Ernest, die aan de universiteit studeert en zich volgens vader te goed voelt om met de werkende klasse om te gaan. Ernests vriendin Maggie leeft op gespannen voet met de vrouw van de mijnwerker, omdat zij Maggie als een bedreiging voor de relatie met haar zoon ziet. Vader gaat naar de pub en Ernest verbrandt per ongeluk enkele broden die in de oven stonden. Op Ernest na, die Standaardengels spreekt, praten de personages in een Noord-Engels dialect.

## Samenvatting
Lawrence beschrijft uitvoerig hoe het decor eruit hoort te zien, inclusief welke kleur het meubilair heeft en welke boeken op de schappen staan. De handeling speelt zich geheel in de huiskamer van een mijnwerkerswoning af. Er zijn geen scènewissels.

### Eerste bedrijf
Dochter Nellie, een lerares, komt thuis met haar vriendin Gertie. Haar moeder heeft het avondmaal gekookt. Vader Lambert komt thuis in zijn besmeurde mijnwerkerskleren en eet. De sfeer is ongemakkelijk wanneer hij in de buurt is. Moeder geeft hem rijstpudding als nagerecht, maar hij lust geen rijstpudding. Ernest Lambert komt thuis van de universiteit in Derby, waar hij literatuur studeert, en zegt dat hij geld nodig heeft om Piers Plowman te kopen. Vader wast zich in het schotelhuis. De collega-mijnwerkers Barker en Carlin komen binnen. Op vrijdagavond wordt het weekloon geteld en verdeeld. Ernest verdiept zich in zijn boeken. De mijnwerkers verdelen het geld.

### Tweede bedrijf
Barker begroet Nellie en vraagt haar of ze The Maiden’s Prayer kent (een destijds populaire compositie van Tekla Bądarzewska-Baranowska). Hij speelt het stuk zeer slecht op de oude piano die in een achterkamertje staat. De mijnwerkers vertrekken en vader Lambert geeft zijn vrouw wat geld, dat te weinig is om de week door te komen en daarnaast de boeken van Ernest te bekostigen. Vader gaat naar de pub. Nellie en Gertie gaan naar een rendez-vous met hun vrijers. Maggie Pearson, die nog op school zit, komt binnen; Ernest geeft haar iedere week Franse les. Moeder Lambert bejegent Maggie zeer afstandelijk. Ze maant Ernest aan, op de drie broden te letten die in de oven zitten en ze er tijdig uit te halen. Dan gaat ze naar de winkel. Ernest corrigeert Maggies Franse schrijfsels en leest haar Baudelaire voor. Beatrice Wyld komt binnen en ondervraagt Ernest over de meisjes die hij in Derby kent. In het gekibbel vergeet Ernest de broden; twee ervan zijn te verbrand om nog eetbaar te zijn. Nellie en Gertie komen terug en Ernest vergezelt Maggie naar huis.

### Derde bedrijf
Beatrice en Nellie roddelen wat. Moeder komt thuis met boodschappen. Ze heeft pijnboompitten voor Ernest gekocht, omdat dat iets verfijnds is. Beatrice gaat naar huis. Gertie is op zoek naar haar vriend John, en Nellie gaat met haar mee, zodat ze meteen haar eigen vrijer Eddie op kan zoeken. Moeder ontdekt dat de broden verbrand zijn. Vader komt beschonken thuis; hij doet zijn beklag over het feit dat zijn gezin hem als een onbenul behandelt en hij spot met het deftige accent van zijn zoon. Ernest komt terug. Vader ziet zijn gezag ondermijnd en dreigt moeder en zoon in het aangezicht te slaan. Het geschreeuw van deze hoogoplopende ruzie wordt op straat gehoord door Nellie en haar vriend Eddie. Vader trekt zijn laarzen uit en gaat naar bed. Moeder is misnoegd omtrent de affectie die Ernest aan Maggie betuigt. Ernest overtuigt zijn moeder dat zij voor hem het belangrijkst blijft. Allen gaan naar bed.

## Receptie
Lawrence is hoofdzakelijk bekend van zijn romans; zijn toneelstukken zijn enigszins in de vergetelheid geraakt. Onder invloed van John Millington Synge wilde hij in zijn drama’s het leven van de gewone man beschrijven, hetgeen echter tot een ietwat statisch eindproduct met weinig dramatische handeling leidde. Dit was mogelijkerwijze de reden waarom Lawrence zich op romans ging concentreren. Het grauwe realisme van zijn toneelstukken werd in later tijden dikwijls geparodieerd.